# Giro del Lazio 1984
Il Giro del Lazio 1984, cinquantesima edizione della corsa, si svolse il 15 settembre 1984 su un percorso di 231 km. La vittoria fu appannaggio dell'italiano Francesco Moser, che completò il percorso in 6h21'03", precedendo i connazionali Giovanni Mantovani e Marino Amadori.
Sul traguardo di Roma 41 ciclisti, su 119 partenti da Marino, portarono a termine la competizione.

## Ordine d'arrivo (Top 10)
| Pos. | Corridore           | Squadra                  | Tempo    |
| ---- | ------------------- | ------------------------ | -------- |
| 1    | Francesco Moser     | Gis Gelati-Tuc Lu        | 6h21'03" |
| 2    | Giovanni Mantovani  | Malvor-Bottecchia        |          |
| 3    | Marino Amadori      | Alfa Lum-Olmo            |          |
| 4    | Daniel Wyder        | Cilo-Aufina              |          |
| 5    | Palmiro Masciarelli | Gis Gelati-Tuc Lu        |          |
| 6    | Roberto Ceruti      | Del Tongo-Colnago        |          |
| 7    | Pierino Gavazzi     | Atala-Campagnolo         |          |
| 8    | Alfredo Chinetti    | Supermercati Brianzoli   |          |
| 9    | Silvano Riccò       | Santini-Conti-Galli      |          |
| 10   | Vittorio Algeri     | Metauro Mobili-Pinarello |          |